# 베이쇼어역

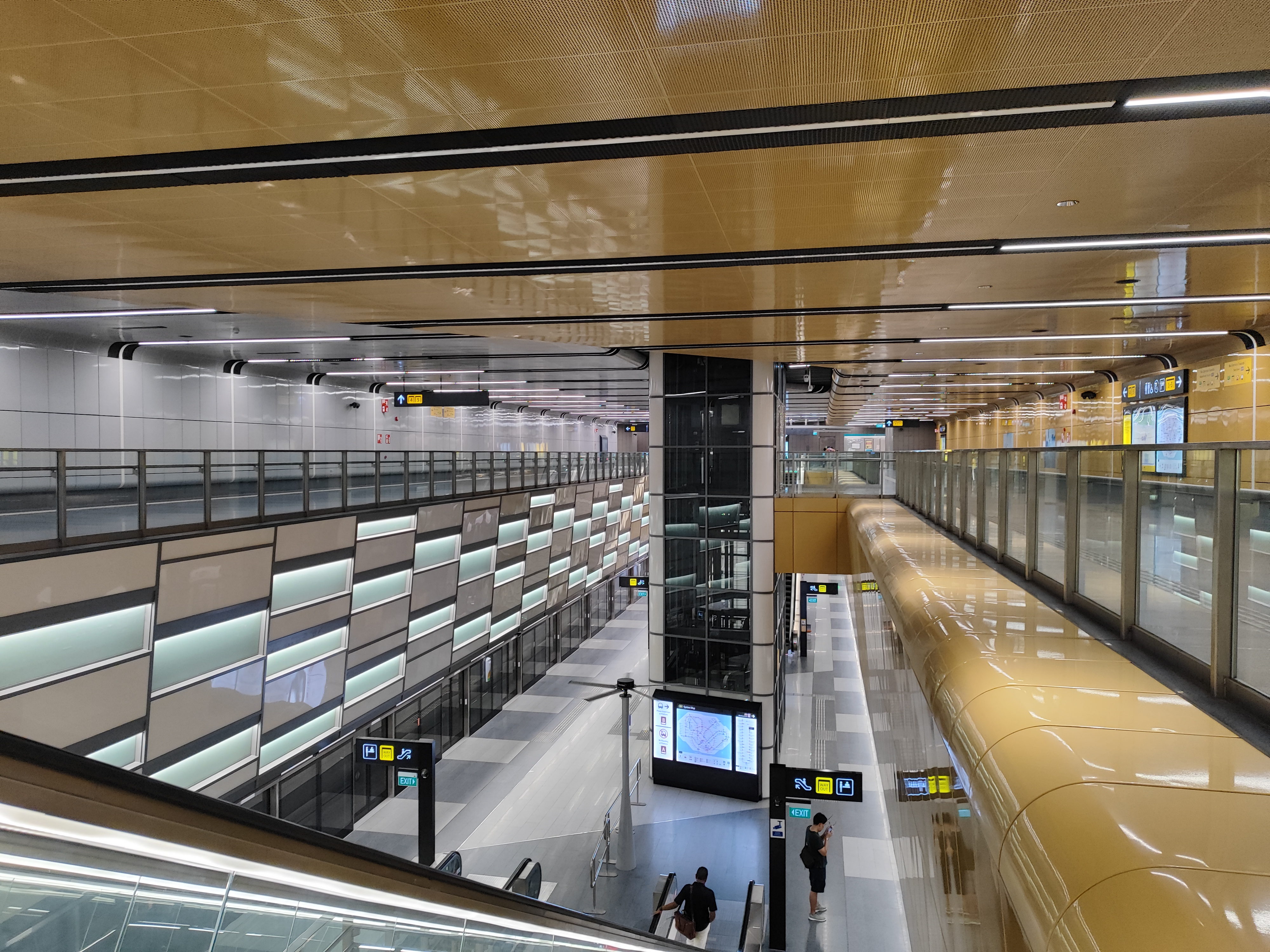

베이쇼어역(Bayshore MRT station)은 싱가포르 베독에 있는 톰슨-이스트 코스트선(TEL)의 지하 싱가포르 MRT(Mass Rapid Transit) 역이다. 베이쇼어 로드(Bayshore Road)를 따라 위치한 이 역은 다양한 개인 주거 단지와 갈보리 교회(Calvary Assembly of God Church), 홀리 그레이스 장로교회(Holy Grace Presbyterian Church) 등의 랜드마크를 운행한다.
2014년 8월에 처음 발표된 베이쇼어역은 TEL 4단계의 일부로 건설되었다. 이 역은 2024년 6월 23일에 운영을 시작했다. 지정된 민방위 대피소인 이 역은 지하 자전거 주차장을 갖춘 최초의 MRT 역 중 하나이다. 열대우림에서 영감을 받은 역 입구에는 바깥쪽으로 기울어진 기둥이 지탱하는 목재 지붕이 특징이다. 브루스 퀙(Bruce Quek)의 아트 인 트랜싯 작품인 "Farther Shores"가 이 역에 전시되어 있다.